# Nyssodrysina haldemani
Nyssodrysina haldemani är en skalbaggsart som först beskrevs av Leconte 1852. Nyssodrysina haldemani ingår i släktet Nyssodrysina och familjen långhorningar.
Artens utbredningsområde är:
- Belize.
- Costa Rica.
- El Salvador.
- Guatemala.
- Honduras.
- Nicaragua.
- Curaçao.
- Panama.

Inga underarter finns listade i Catalogue of Life.